# Alen Ploj
Alen Ploj, slovenski nogometaš, * 30. junij 1992, Lenart v Slovenskih Goricah.
Ploj je profesionalni nogometaš, ki igra na položaju napadalca. Od leta 2023 je član slovenskega kluba Lenart. Pred tem je igral za slovenske klube Maribor, Aluminij, Muro 05, Celje, Nafto 1903, Rogaško in Dravo Ptuj, slovaški ViOn Zlaté Moravce, poljske Bełchatów, Bytovia Bytów in Wisła Puławy ter avstrijska SAK Celovec in FC Gamlitz. Skupno je v prvi slovenski ligi odigral 41 tekem in dosegel osem golov, v drugi slovenski ligi pa 96 tekem in 23 golov. Z Mariborom je trikrat osvojil naslov slovenskega državnega prvaka in dvakrat SuperPokal. Bil je tudi član slovenske reprezentance do 16, 17, 19, 20 in 21 let.